# Пираты Эдельвейса

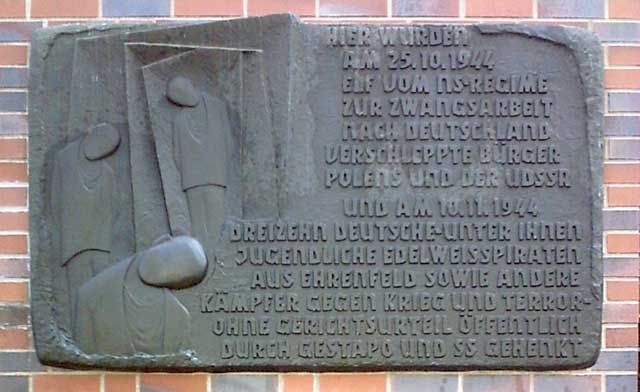
Мемориальная доска в Кёльне на месте казни в 1944 году нескольких «Пиратов Эдельвейса» — членов эренфельдской группы Штайнбрюка

«Пираты Эдельвейса» (нем. Edelweißpiraten) — молодёжное неформальное объединение в нацистской Германии во время Второй мировой войны и правления диктатуры НСДАП.

## Антинацистская деятельность
Неформальная молодёжная организация «Пираты Эдельвейса» существовала в Германии в 30-х — 40-х годах XX века. В течение нескольких лет многим «пиратам» удавалось совмещать обычную официальную работу с нелегальной и противозаконной деятельностью.
После высадки войск Англии и США в Нормандии в июне 1944 года, «пиратам» угрожало привлечение к строительству оборонительных валов и укреплений на западном фронте, что для них было совершенно неприемлемым, ибо они всячески пытались не содействовать продолжению войны. Поэтому многие «пираты» дезертировали и ушли в подполье. При этом они добывали пропитание с помощью уголовников и фарцовщиков или сами совершали набеги и грабежи в местах хранения продуктов или продуктовых талонов.
Осенью 1944 года большинство активистов были задержаны и заключены в тюрьмы и концлагеря. В Кёльне гестаповская зондеркоманда Кюттера ликвидировала эренфельдскую группу Ганса Штайнбрюка — подпольную организацию, связанную с «Пиратами Эдельвейса» в одном из рабочих кварталов. 10 ноября 1944 были публично повешены 13 человек.

## Современные оценки действий
После краха и капитуляции Третьего рейха многие немцы продолжали считать «пиратов» обычными уголовниками, а не борцами с нацизмом. В 1984 году израильский институт «Яд Вашем» признал нескольких «пиратов» — членов эренфельдской группы Штайнбрюка — праведниками мира, в том числе казнённого без суда Бартеля Шинка и его приятеля Жана Юлиха, выжившего после заключения.
Немецкий историк Детлев Пойкерт собрал и проанализировал документы, относящиеся к «Пиратам Эдельвейса», и выпустил книгу, которая несколько раз переиздавалась (Detlev Peukert. Die Edelweißpiraten: Protestbewegungen jugendlicher Arbeiter im 'Dritten Reich'. Eine Dokumentation, 3., erw. Aufl., Bund-Vlg., Köln 1988).
Также на территории нацистской Германии в годы войны существовали и другие молодёжные антифашистские группы. Заслуги членов основанной в Мюнхенском университете организации «Белая роза», казнённых за распространение антифашистских листовок, были признаны властями Германии сразу после войны. Помимо этого существовали «Дети свинга», выражавшие свой протест, слушая американский джаз и танцуя под джазовые мелодии.